# A Wall Street pillangói
A Wall Street pillangói (eredeti cím: Hustlers) egy 2019-ben bemutatott amerikai társadalmi dráma. A filmet Lorene Scafaria rendezte és írta, Jessica Pressler "The Hustlers at Scores" című, a New York magazinba írt cikke alapján. A főszereplők közt található Jennifer Lopez, Constance Wu, Julia Stiles és Lili Reinhart.
A filmet először a Torontói Nemzetközi Filmfesztiválon mutatták be 2019. szeptember 7-én, majd az Amerikai Egyesült Államokban 2019. szeptember 13-án, Magyarországon pedig 2019. szeptember 26-án került a mozikba.
A történet egy csapat sztriptíztáncosról szól, akik gazdag férfiakat lopnak meg.

## Cselekmény
A történet 2007-ben, New York legkeresettebb sztriptízbárjában kezdődik, ahol sok wall street-i bankár tölti a szabadidejét hiányos öltözetű, táncoló lányok nézésével. A bár rengeteg pénzt termel, amiből azonban a táncos lányok igencsak kevés részt kapnak meg. Az ügyfelek egy része megalázó módon bánik velük. Ezt elégeli meg az egyikük, Ramona, aki kitalálja egyik barátnőjével, Destiny-vel (aki a pártfogoltja) együtt, hogy egy saját maguk által kikevert,  álmosságot és felejtést okozó, enyhe kábítószert fognak bekeverni a kiszemelt vendég italába, akitől ezek után megkapják a bankkártyáját, és azzal bőségesen túlszámlázva lehúzhatják a bankszámláját. A kárvallottaknak egyrészt nem nagyon hiányzik az a pár ezer dollár, amit a lányok elvesznek tőlük, másrészt nem tesznek feljelentést a rendőrségen, mivel legtöbbüknek családja van, és bizonyíték sincs a csalás elkövetésére.
Az üzlet rendesen hozza a pénzt, amiből a bár is megkapja a részesedését. Azonban a lányok egyre többet akarnak, különösen Ramona, mert szeretne nagyobb összeget félretenni a lánya taníttatására. Destiny-nek is van egy lánya, és neki még a nagyanyjáról is gondoskodnia kell, aki velük él. Destiny is egy nagyobb összeg összegyűjtéséről álmodozik, hogy ne kelljen ezt a munkát csinálnia.
Amikor az egyik ügyfél, aki tűzoltó, felhívja Destiny-t, hogy adják vissza a pénzét, mert nem tudja fizetni a jelzáloghitelt – Ramona letámadja a barátnőjét és lerakatja vele a telefont. Azonban a panaszos rögzítette a telefonjával a beszélgetést, és feljelentést tett ellenük.
A rendőrség kihallgatja őket, de a sztriptíztáncosok csak felfüggesztett börtönbüntetést kapnak.

## Szereplők
| Szereplő                      | Színész          | Magyar hang   |
| ----------------------------- | ---------------- | ------------- |
| Ramona Vega                   | Jennifer Lopez   | Pápai Erika   |
| Dorothy / Destiny             | Constance Wu     | Szabó Zselyke |
| Elizabeth, újságíró           | Julia Stiles     | Madarász Éva  |
| Mercedes                      | Keke Palmer      | Pikali Gerda  |
| Annabelle                     | Lili Reinhart    | Haffner Anikó |
| Liz                           | Lizzo            | Makay Andrea  |
| Diamond                       | Cardi B          | Peller Anna   |
| „Mama”, a bár egyik dolgozója | Mercedes Ruehl   | Kiss Mari     |
| Doug                          | Steven Boyer     | Fekete Zoltán |
| Hunter nyomozó                | Paul A Nielsen   | Maday Gábor   |
| Tracey                        | Trace Lysette    |               |
| Destiny nagymamája            | Wai Ching Ho     |               |
| Justice                       | Mette Towley     |               |
| Dawn                          | Madeline Brewer  |               |
| Reese                         | Frank Whaley     |               |
| Alpha                         | Brandon Keener   |               |
| Mark                          | Jon Glaser       |               |
| Johnny                        | Gerald Gillam    |               |
| Stephen                       | Devin Ratray     |               |
| Spencer                       | Rhys Coiro       |               |
| Joe                           | Jovanni Ortiz    |               |
| DJ                            | Big Jay Oakerson |               |